# المپوس ایکس‌آ

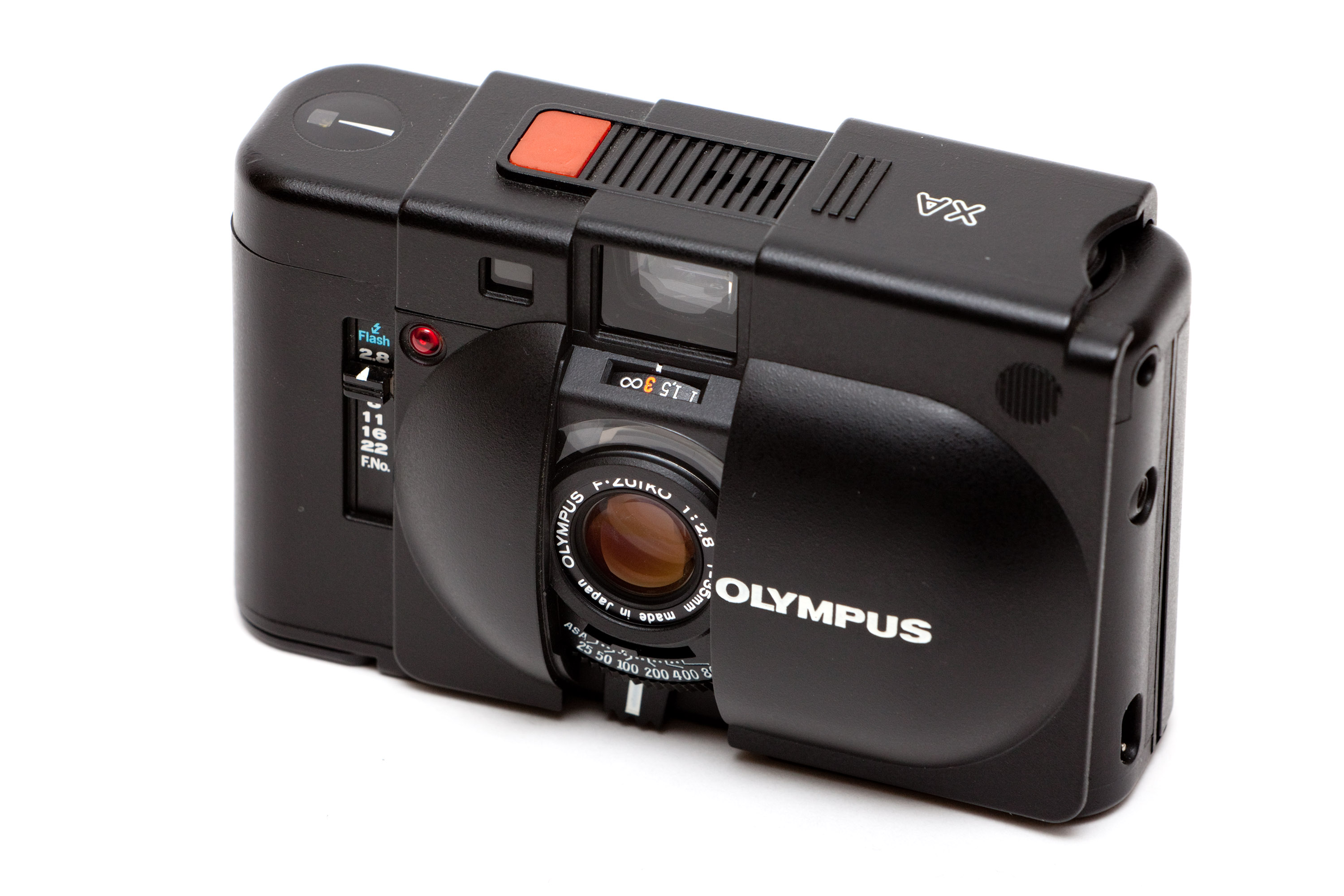
المپوس XA

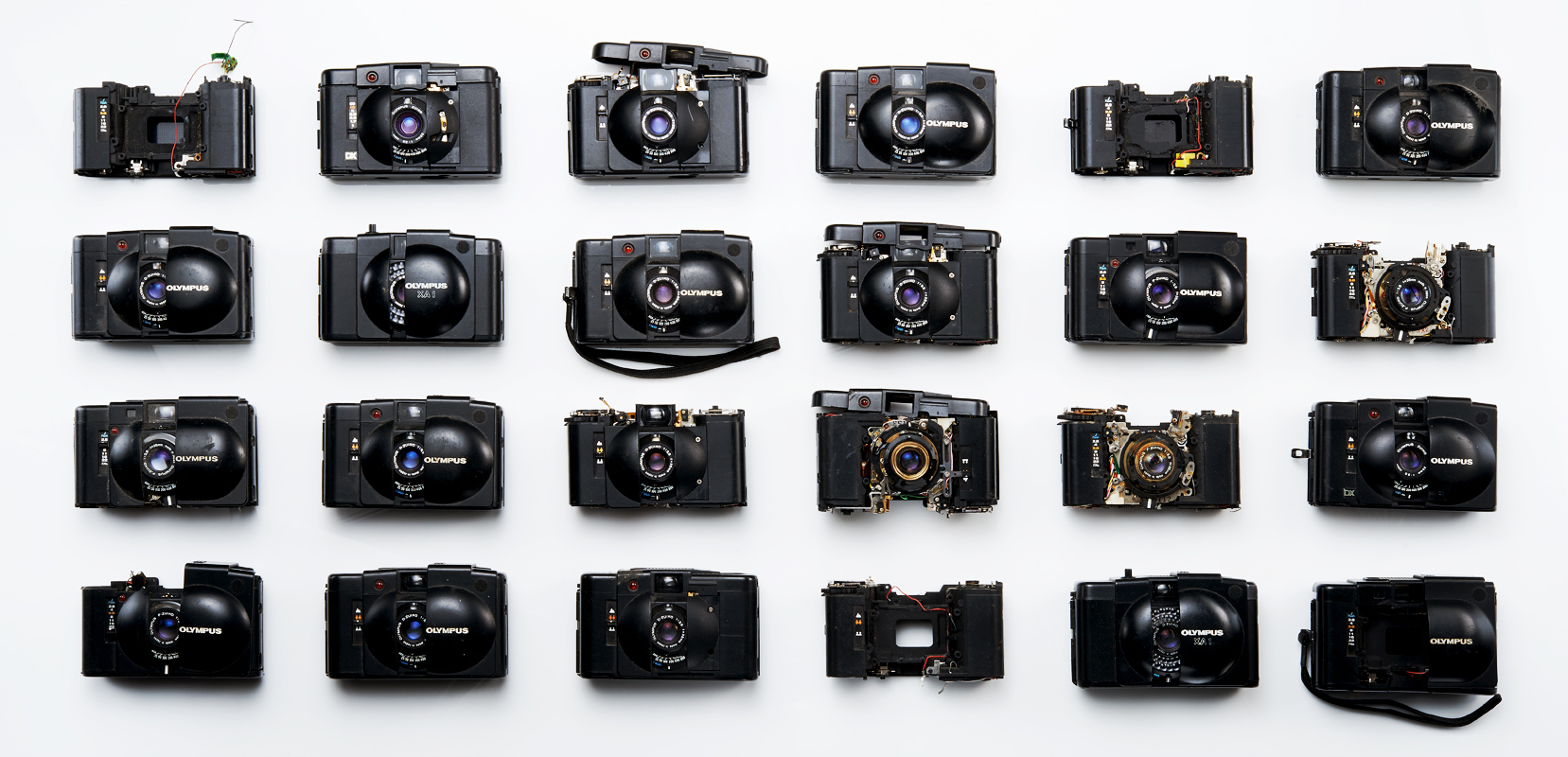
دوربین های اولمپوس XA

المپوس ایکس آ (به انگلیسی‌‌:Olympus XA) مجموعه‌ای از دوربین‌های ۳۵ میلی‌متری بود که توسط المپوس ژاپن ساخته و به بازار عرضه شد. XA اصلی یک دوربین فاصله‌یاب با لنز سریع ۳۵ میلی‌متری f/۲.۸ و اندازه‌گیری اولویت دیافراگم بود. این یکی از کوچک‌ترین دوربین‌های فاصله‌یاب بود که تا کنون ساخته شده بود، همراه با Contax T. مدل‌های بعدی - XA2، XA3 و XA4 - به جای فاصله‌یاب‌ها، فوکوس مقیاس را داشتند.

## تاریخچه
یوشی‌هیسا مای‌تانی که در سال ۱۹۵۶ به شرکت اولمپوس می‌پیوندد. او طراح ارشد دوربین و مدیر عامل شرکت اولمپوس بود و در طول دوران حرفه‌ای خود دوربین‌های  افسانه‌ای را گسترش داد. که شامل سری Pen، سری OM، سری XA، سری IS و سری دوربین‌های :mju می‌شد.
مدل اصلی، XA، از سال ۱۹۷۹ تا ۱۹۸۵ فروخته شد.

## مدل‌ها
- اولمپوس XA: فاصله‌یاب کوچک با لنز ۳۵ میلی‌متری f/۲.۸ با اولویت دیافراگم
- اولمپوس XA1: دوربین مکانیکی ساده با سلنیوم متر
- اولمپوس XA2: دوربین فوکوس مقیاس، لنز شاتر خودکار ۳۵ میلی‌متری f/۳.۵
- اولمپوس XA3: مشابه XA2 با تشخیص خودکار سرعت فیلم "DX".
- اولمپوس XA4: دوربین فوکوس فاصله، لنز ماکرو عریض ۲۸ میلی‌متری

لنز اصلی XA توسط یک پوشش کشویی گرد و غبار محافظت می‌شود. گرداننده فیلم توسط چرخ شستی، دیافراگم در سمت راست بدنه با استفاده از یک اهرم کوچک تنظیم می شود، فوکوس توسط یک اهرم کوچک زیر لنز تنظیم می شود، سرعت فیلم (ISO) روی صفحه کلید زیر لنز تنظیم می شود، منظره‌یاب دید مستقیم اپتیکال با قاب فاصله‌یاب تعبیه شده در آن و نمایش سرعت شاتر در کنار. همچنین یک اهرم کوچک روی پایه دوربین وجود داشت که وقتی بیرون می‌رفت، ۱ ۱/۲ استاپ نوردهی به سرعت شاتر اضافه می‌کرد. این می تواند برای مقابله با اثرات نور پس زمینه سوژه استفاده شود.
XA1 از یک لنز با فوکوس ثابت استفاده می کرد. اگرچه دوربین ها شبیه یکدیگر بودند، اما تفاوت های ظریفی در طراحی وجود داشت. XA3 و XA4 کمی بزرگتر از XA و XA2 بودند. گنبد اصلی پوشش گرد و غبار XA شبیه یک بیضی مسطح بود، در حالی که مدل‌های دیگر طراحی گردتری داشتند. هر کدام از اینها فاصله فوکوس را جایگزین اهرم سمت راست برای کنترل دیافراگم XA اصلی کردند. در نتیجه این دوربین‌ها فقط برنامه‌ریزی خودکار بودند، در حالی که XA اصلی یک دوربین با اولویت دیافراگم بود.

## تجهیزات جانبی
سری XA با طیف گسترده‌ای از واحدهای فلاش جداشونده همراه بود. A11 استاندارد یک باتری AA داشت و شماره راهنمای آن ۱۰ بود. A16 دو باتری گرفت و شماره راهنمای آن ۱۶ بود. A9M و A1L به ترتیب واحدهای کوچکتری برای XA1 و XA4 بودند. 

## مشخصات فنی
|                           | XA                                                   | XA1                                              | XA2                                              | XA3                                              | XA4                                                  |
| تصویر                     |                                                      |                                                  |                                                  |                                                  |                                                      |
| لنز                       | اف.زویکو اف = ۳۵‌میلی‌متر 6e/5‌g                        | دی.زویکو اف= ۳۵‌میلی‌متری 4e/4g                    | دی.زویکو اف= ۳۵‌میلی‌متری 4e/4g                    | دی.زویکو اف= ۳۵‌میلی‌متری 4e/4g                    | زویکو اف = ۲۸میلی‌متری 5e/5g                          |
| دیافراگم                  | ۲.۸-۲۲                                               | ۴-۲۲                                             | ۳.۵-۱۴                                           | ۳.۵-۱۴                                           | ۳.۵-۱۴                                               |
| شاتر                      | 10s~۱⁄500 برگ                                        |                                                  | 2s~۱⁄750 s، برگ                                  | 2s~۱⁄750 s، برگ                                  | 2s~۱⁄750 s، برگ                                      |
| فوکوس کردن                | ۰٫۹ متر (۳٫۰ فوت) –∞، فاصله‌یاب                       | ۱٫۵ متر (۴٫۹ فوت) –∞، ثابت                       | منطقه / مقیاس ۳ موقعیت                           | منطقه / مقیاس ۳ موقعیت                           | ۰٫۳ متر (۰٫۹۸ فوت) –∞، ناحیه/مقیاس                   |
| قرار گرفتن در معرض بیماری | خودکار با اولویت دیافراگم با جبران نور پس زمینه +۱.۵ | خودکار برنامه ریزی شده                           | خودکار برنامه ریزی شده                           | خودکار برنامه ریزی شده                           | خودکار برنامه ریزی شده                               |
| باتری                     | ۲× LR/SR44                                           | هیچ (سلنیوم)                                     | ۲× LR/SR44                                       | ۲× LR/SR44                                       | ۲× LR/SR44                                           |
| اندازه                    | ۱۰۲ در ۶۴٫۵ در ۴۰ میلیمتر (۴٫۰ در ۲٫۵ در ۱٫۶ اینچ)   | ۱۰۴ در ۶۵ در ۴۰ میلیمتر (۴٫۱ در ۲٫۶ در ۱٫۶ اینچ) | ۱۰۲ در ۶۵ در ۴۰ میلیمتر (۴٫۰ در ۲٫۶ در ۱٫۶ اینچ) | ۱۰۲ در ۶۵ در ۴۰ میلیمتر (۴٫۰ در ۲٫۶ در ۱٫۶ اینچ) | ۱۰۲ در ۶۴٫۵ در ۳۸٫۵ میلیمتر (۴٫۰ در ۲٫۵ در ۱٫۵ اینچ) |
| وزن                       | ۲۲۵ گرم (۷٫۹ اونس)                                   | ۱۹۰ گرم (۶٫۷ اونس)                               | ۲۰۰ گرم (۷٫۱ اونس)                               | ۲۲۰ گرم (۷٫۸ اونس)                               | ۲۳۰ گرم (۸٫۱ اونس)                                   |
| سال ها                    | ۱۹۷۹-۱۹۸۵                                            |                                                  |                                                  |                                                  |                                                      |